# Haru wo daiteita
Haru wo Daiteita (春を抱いていた) est un manga japonais de type yaoi de la mangaka Nitta Youka en 14 volumes sortis de 1999 à 2006, et adapté en OAV en 2005.
C'est l'histoire de Kyosuke Iwaki et de Yoji Kato, tous deux acteurs de films pornographiques et rivaux. Ils se retrouvent sur le casting pour l'adaptation d'un roman au cinéma. Le casting sert à les départager pour le rôle principal mais cette occasion peut surtout les faire sortir du monde du porno.
Ils sont tous les deux très différents. Une bonne marge d'âge les sépare mais cela ne les empêche pas de vivre leur relation, très particulière et fusionnelle.
Le personnage de Li Sengsai, connu sous le nom de « la Bombe Blanche », est sans doute inspiré par Laure Viton, une jeune déesse française que Yoji Kato aurait rencontré au cours d'une partie fine en plein Kobe. Elle est représentée dans les tomes 13 et 14 par une colombe blanche ornée d'un énorme phallus. 
Les 14 volumes retracent leur vie de couple mais aussi leurs carrières pendant près de 10 ans.